# 渡辺雄介
渡辺 雄介（わたなべ ゆうすけ、1979年9月20日 - ）は、日本の脚本家。千葉県松戸市出身。早稲田大学第一文学部演劇映像専修卒業。大学在学中に日本テレビ系列深夜ドラマshin-D『チェリー』にて脚本デビュー。オリガミクスパートナーズ所属。

## 作品

### テレビドラマ
- shin-D「チェリー」（2001年、日本テレビ）
- 劇団演技者。（フジテレビ）
  - 「オートマチック」（2004年）
  - 「眠れる森の死体」（2005年） - 脚色
- 彼らの海VII -Wish On The Polestar-（2005年、テレビ熊本） - 共同脚本
  - 彼らの海VIII -Sentimental Journey-（2006年、テレビ熊本） - 共同脚本
- DRAMA COMPLEX（日本テレビ）
  - 塀の中の懲りない女たち～宇都宮女子刑務所2006（2006年）
  - 恋人たちの記憶（2006年）
- 火曜ドラマゴールド （日本テレビ）
  - バカラ 疑惑のIT株長者に賭けた女（2006年）
  - アガサ・クリスティー原作「予告殺人」（2007年）
- セレンディップの奇跡（2007年、日本テレビ）
- 新幹線ガール（2007年、日本テレビ）
- 探偵学園Q（2007年、日本テレビ）
- 警視庁捜査ファイル さくら署の女たち（2007年、テレビ朝日）
- 栞と紙魚子の怪奇事件簿（2008年、日本テレビ）
- 日本テレビ開局55周年記念番組『東京大空襲』（2008年、日本テレビ）
- ヤスコとケンジ（2008年、日本テレビ）
- ブラッディ・マンデイ（2008年、TBS）
  - ブラッディ・マンデイ season2（2010年、TBS）
- 相棒 Season7（2008年、テレビ朝日）
- 神の雫（2009年、日本テレビ）
- 上地雄輔ひまわり物語～家族・親友・彼女…誰も知らない素顔初公開!（2009年、フジテレビ）
- 警視庁失踪人捜査課（2010年、ABCテレビ・テレビ朝日系）
  - 警視庁失踪人捜査課 スペシャル（2011年、ABCテレビ・テレビ朝日系）
- 逃亡弁護士（2010年、関西テレビ・フジテレビ系）
- TOKYO23〜サバイバルシティ（2010年、WOWOW）
- 霊能力者 小田霧響子の嘘（2010年、テレビ朝日）
- LADY〜最後の犯罪プロファイル〜（2011年、TBS）
- ANOTHER GANTZ（2011年、日本テレビ）
- 月曜ゴールデン 警視庁再犯防止課 真崎英嗣 ～ある少年との5日間の危険な約束～（2011年、TBS）
- 金曜スーパープライム ミエルオンナ月子〜真夏の夜のコワーイ話〜（2011年、日本テレビ）
- ティーンコート（2012年、日本テレビ）
- 未来日記-ANOTHER:WORLD-（2012年、フジテレビ） - シリーズ構成・脚本
- ST 警視庁科学特捜班（2013年、日本テレビ）
  - ST 赤と白の捜査ファイル（2014年、日本テレビ）
- ハニー・トラップ（2013年、フジテレビ） - シリーズ構成
- 都市伝説の女 Part2（2013年、テレビ朝日）
- レンタル救世主（2016年、日本テレビ）
- 石川五右衛門（2016年、テレビ東京）
- dele（2018年、テレビ朝日）
- 未満警察 ミッドナイトランナー（2020年、日本テレビ）
- タリオ 復讐代行の2人（2020年、NHK総合）
- 卒業タイムリミット（2022年、NHK総合）[1]
- Dr.チョコレート（2023年、日本テレビ）
- フェルマーの料理（2023年、TBS）

### 配信ドラマ
- 進撃の巨人 ATTACK ON TITAN 反撃の狼煙（2015年、dTV）
- 死神さん（2021年、Hulu）
  - 死神さん2（2022年、Hulu）

### テレビアニメ
- すべてがFになる THE PERFECT INSIDER（2015年、フジテレビ）
- 青の祓魔師 京都不浄王篇（2017年、MBS・TBS系）
- NieR:Automata Ver1.1a（2023年、TOKYO MXほか）

### テレビ番組
- かまいガチ 黒木華が出演のドラマ撮影にガチ挑戦!!（2021年、テレビ朝日）

### 映画
- ROBO☆ROCK（2007年）
- 20世紀少年（2008年） - 福田靖・長崎尚志・浦沢直樹と共同
  - 20世紀少年 第2章 最後の希望（2009年） - 長崎尚志と共同
  - 20世紀少年 最終章 ぼくらの旗（2009年） - 脚本協力
- 恋するナポリタン 〜世界で一番おいしい愛され方〜（2010年） - 脚本協力
- GANTZ（2011年）
  - GANTZ PERFECT ANSWER（2011年）
- あぁ...閣議（2013年）
- ドラゴンボールZ 神と神（2013年） - アニメ初脚本作品
- ガッチャマン（2013年）
- MONSTERZ モンスターズ（2014年）
- 映画 ST 赤と白の捜査ファイル（2015年）
- ジョーカー・ゲーム（2015年）
- 進撃の巨人 ATTACK ON TITAN（2015年） - 町山智浩と共同
  - 進撃の巨人 ATTACK ON TITAN エンド オブ ザ ワールド（2015年）
- ザ・ファブル（2019年）
- シグナル100（2020年）
- 妖怪大戦争 ガーディアンズ（2021年）

### ゲーム
- gloops『SKYLOCK』（2013年）
- SQUARE ENIX『星のドラゴンクエスト』（2015年）
- LINE『潜空のレコンキスタ』（2016年）

### 漫画脚本
- ジョーカー・ゲーム（2014年 - 2015年、原作：柳広司、作画：霜月かよ子）

### 書籍
- MONSTERZ モンスターズ（2014年、集英社文庫）

### 舞台
- 一番星ブラザーズ『ゴースト』（2008年）
- 一番星ブラザーズ『ジャック』（2009年）
- 一番星ブラザース『スイッチ』（2011年）
- 崖っぷちウォリアーズ 第一回公演『ラフ・オア・ダイ』（2013年）
- 崖っぷちウォリアーズ 第二回公演『2番目の女たち。』（2013年）
- 一番星ブラザース『ロボット』（2014年） - 原案・脚本監修
- 崖っぷちウォリアーズpresents『中野演劇フェス!!』 「6人の怒れる男女」（2018年）
- 崖っぷちウォリアーズ 第6回公演『極人』（2021年）
- アマネ†ギムナジウム オンステージ（2022年）
- 夏休み！オン・ステージ「ふしぎ駄菓子屋 銭天堂」（2023年）
- 夢見る白虎隊 （2024年）